# Golungo Alto
Golungo Alto – miasto w Angoli, w prowincji Kwanza Północna.